# Octan cynku
Octan cynku, (CH
3COO)
2Zn – organiczny związek chemiczny z grupy octanów, sól kwasu octowego i cynku. W postaci krystalicznej występuje jako dwuwodzian. 5% roztwór wodny wykazuje pH 6,0–7,0.

## Otrzymywanie
Otrzymuje się go w reakcji kwasu octowego z cynkiem w podwyższonej temperaturze:
2CH
3COOH + Zn → (CH
3COO)
2Zn + H
2↑

## Właściwości
Bezwodny octan cynku topi się w temperaturze ok. 250 °C, a przy dalszym ogrzewaniu rozkłada się do tlenku cynku, acetonu i dwutlenku węgla. Jeśli jednak ogrzewanie prowadzi się ostrożnie, octan cynku ulega kondensacji do tlenooctanu Zn
4O(CH
3COO)
6 w postaci stałej (który można odsublimować) z wydzieleniem bezwodnika octowego. Proces topienia należy prowadzić w bezwodnej atmosferze, gdyż podczas ogrzewania w obecności wilgoci octan cynku rozkłada się do tlenku cynku. Sól dwuwodna traci wodę krystalizacyjną w temperaturze 80–115 °C lub 150 °C.

## Zastosowanie
Stosuje się go m.in. do wyrobu tworzyw ogniotrwałych oraz jako odczynnik chemiczny. Stosowany jest też jako prekursor tlenku cynku przy wytwarzaniu elementów piezoelektrycznych.